# Вербная улица (Москва)
Ве́рбная у́лица — улица в Восточном административном округе города Москвы на территории Муниципального округа (района) Метрогородок. Пролегает по границе с национальным парком «Лосиный остров», от Открытого шоссе. Нумерация домов ведётся от Открытого шоссе.
В дальней перспективе, будет продлена до Курганской улицы в Гольянове.

## История
Название Вербная улица получила 13 июля 1992 года по характеру преобладающей растительности.

## Расположение
Вербная улица пролегает по границе с национальным парком «Лосиный остров».

Вербная улица начинается от Открытого шоссе.

Вербную улицу другие улицы и проезды не пересекают.

К Вербной улице справа примыкает улица Николая Химушина.

К Вербной улице слева примыкает междворовый проезд, выходящий к окончанию Открытого шоссе.

## Примечательные места, здания и сооружения

### ТЭЦ
ТЭЦ № 23 — строго говоря, числится по улице Монтажная, но теплообменники ТЭЦ № 23 находятся непосредственно за зданием № 4 по Вербной улице.

### Здания
Всего зданий: 4; максимальный номер дома — 8а.

| - 2 - 4 | - 6 - 8а |

Дом 4: Мотошкола.

## Транспорт[2]

### Наземный транспорт

#### Остановки безрельсового колёсного транспорта
От станции метро «Бульвар Рокоссовского»:
Маршруты наземного транспорта до ```Вербной улицы```:
- Остановка: 2-й Иртышский пр.

Можно добраться на Автобусе № 171 от метро «Щёлковская» 5 остановок
Можно добраться на Автобусе № 627 от метро «Щёлковская» 7 остановок
Можно добраться на Автобусе № 171 от метро «Преображенская Площадь» 12 остановок
Остановка: Завод МЭЛ на расстоянии 700 метров
Можно проехать на Автобусе № 627 от метро «Щёлковская» 8 остановок
- Остановка: Детский санаторий N44 на расстоянии 700 метров

Можно добраться на Трамвае № 2 от метро «Бульвар Рокоссовского» 6 остановок
Можно добраться на Трамвае № 13 от метро «Бульвар Рокоссовского» 6 остановок
Можно добраться на Трамвае № 36 от метро «Бульвар Рокоссовского» 6 остановок
Можно добраться на Автобусе № 3 от метро «Бульвар Рокоссовского» 6 остановок
Можно добраться на Автобусе № 3 от метро «Щёлковская» 8 остановок
Можно добраться на Трамвае № 13 от метро «Преображенская Площадь» 11 остановок
Можно добраться на Трамвае № 36 от метро «Преображенская Площадь» 11 остановок
Можно добраться на Трамвае № 36 от метро «Семёновская» 15 остановок
Можно добраться на Трамвае № 13 от метро «Сокольники» 16 остановок
Можно добраться на Трамвае № 2 от метро «Преображенская Площадь» 19 остановок
Можно добраться на Трамвае № 2 от метро «Семёновская» 23 остановок
Можно добраться на Трамвае № 36 от метро «Шоссе Энтузиастов» 25 остановок
- Остановка: Управление механизации N39 на расстоянии 700 метров

Можно доехать на Автобусе № 171 от метро «Щёлковская» 4 остановок
Можно доехать на Автобусе № 627 от метро «Щёлковская» 6 остановок
Можно доехать на Автобусе № 171 от метро «Преображенская Площадь» 13 остановок
- Остановка: Ул. Бирюсинка на расстоянии 900 метров

Можно добраться на Автобусе № 627 от метро «Щёлковская» 4 остановок
Можно добраться на Автобусе № 171 от метро «Щёлковская» 6 остановок
Можно добраться на Автобусе № 171 от метро «Преображенская Площадь» 11 остановок
- Маршрутное такси: № .

### Ближайшая станция метро к ВЕРБНАЯ УЛ.
- Станция метро «Бульвар Рокоссовского», 3100 метров
- Станция метро «Щёлковская», 2100 метров

### Железнодорожный транспорт
- Ближайшие ЖД станции к ВЕРБНАЯ УЛ.:
  - станция «Белокаменная» Малого кольца Московской железной дороги, 5000 метров — для пассажирского движения пока не используется.
  - станция «Черкизово» Малого кольца Московской железной дороги, 3100 метров — для пассажирского движения пока не используется.

## Интересные факты
- Вербная улица продолжается вдоль Лосиного острова и заканчивается, обрываясь. Далее идёт землеотвод; работ по продлению к Гольянову в сколько-то обозримом будущем не предвидится; в Генплан развития города Москвы до 2025 года данные работы не включены[3][4].
- Вербная улица проходит позади ТЭЦ-23, легко узнаваемой по исполинским усечённым конусам градирен.